# Retrato de Jorge Manuel Theotocópuli (El Greco)
El Retrato de Jorge Manuel Theotocópuli, o bien Retrato de un pintor es un retrato realizado por el Greco que, con gran probabilidad, representa a Jorge Manuel Theotocópuli, hijo único del pintor.

## El personaje
Jorge Manuel Theotocópuli aprendió el oficio de pintor trabajando en el taller de su padre. A partir del año 1607, comenzó a elaborar trabajos independientes, como el retablo de Retablo de Titulcia, desarrollando el manierismo de su progenitor de una forma personal, aunque la calidad de sus obras fue siempre notablemente inferior a la de su padre.
Se reconoce a Jorge Manuel en este retrato, porqué su rostro coincide con el de uno de los personajes que aparecen en La Virgen de la Caridad, en el conjunto pictórico del Santuario de Nuestra Señora de la Caridad, en Illescas. Ello provocó la queja de los administradores del santuario, quienes señalaron que en aquel lienzo aparecía el "sobrino" del Greco. Cabe señalar que, en aquella época, "sobrino" era un eufemismo para hijo natural.

## Análisis de la obra

### Datos técnicos y registrales
- Museo de Bellas Artes de Sevilla;
- Pintura al óleo sobre lienzo; 74 x 51,5 cm; (74 x 50,5, según el Museo)
- Fecha de realización: ca.1597; (ca.1600-1605, según el Museo)[3]
- Firmado con letras griegas en cursiva: δομήνικος θεοτοκóπουλος ε'ποíει;[4]
- Catalogado por Harold Wethey con el número 158, y por Tiziana Frati con el 115.[5]

### Descripción de la obra
El personaje lleva un vestido negro, con una lechuguilla y puños blancos. El fondo es verde-oscuro, sobre una imprimación marrón-rojiza. Cossío remarca la esbelta elegancia de este personaje, su distinguida naturalidad en la disposición de las manos: la derecha con un pincel y la izquierda con un haz de pinceles y la paleta, donde sólo hay cinco colores. Este autor también señala la sensación de vida intelectual que ilumina el rostro del personaje. Gudiol comenta que este retrato es uno de los más vivaces del Greco, y que la gran lechuguilla que lleva Jorge Manuel era propia de la moda, en la época de Felipe III.

## Procedencia
- Serafín García de la Huerta, Madrid.
- Galería española del Museo del Louvre, París (1838, n º. 260)
- Luis Felipe I de Francia (venta a Christie's, 1853, n º. 24);
- Antonio de Orleans, duque de Montpensier; Palacio de San Telmo, Sevilla
- Legado al Museo de Bellas Artes de Sevilla en el año 1897.[4]